# 赤土坂駅
赤土坂駅（あかつちさかえき）は、かつて岐阜県関市小屋名にあった名鉄美濃町線の駅である。2005年、美濃町線の廃線に伴い廃止された。かつての急行停車駅。

## 歴史
美濃町線が前身である美濃電気軌道の路線として1911年に開業したのに合わせて開設された。1928年からしばらくの間は休止されていた。
- 1911年（明治44年）2月11日 - 美濃電気軌道の神田町駅（のちの岐阜柳ヶ瀬駅） - 上有知駅（のちの美濃駅）間の開通と同時に開業[4]。
- 1928年（昭和3年）頃 - 休止[4]。この間、美濃電気軌道は名古屋鉄道（初代。同年中に名岐鉄道に改称し、1935年より名古屋鉄道に再改称）に合併され、同社の美濃町線となる[4]。
- 1942年（昭和17年）11月15日 - 復活[5]。
- 1954年（昭和29年）8月22日 - 無人化[6]。
- 2005年（平成17年）4月1日 - 美濃町線の廃止に伴い廃駅[5]。

## 駅構造
列車交換が可能な無人駅で、島式ホーム1面2線。ホーム中央部に屋根がある。昼間の30分ヘッドの運転のときは当駅で列車交換をしており、タブレットの受け渡しをしやすくするために右側通行で行き違っていた。

### 配線図
| ← 徹明町方面 | 赤土坂駅 構内配線略図 | → 新関方面 |
| 凡例 出典:   |                       |            |

## 利用状況
- 『名古屋鉄道百年史』によると1992年度当時の1日平均乗降人員は241人であり、この値は岐阜市内線均一運賃区間内各駅（岐阜市内線・田神線・美濃町線徹明町駅 - 琴塚駅間）を除く名鉄全駅（342駅）中310位、 美濃町線日野橋 - 美濃間（14駅）中10位であった[2]。

## 隣の駅
名古屋鉄道
美濃町線
小屋名駅 - 赤土坂駅 - 新田駅

## 代替交通
- 岐阜バス・関シティバス：「赤土坂」バス停留所[8][9]